# Agneta Lundberg
Carina Agneta Lundberg, född 9 februari 1947 i Björna församling i Västernorrlands län, är en svensk politiker (socialdemokrat), som var riksdagsledamot 1994–2010, invald för Västernorrlands läns valkrets. I riksdagen var hon bland annat ledamot i utbildningsutskottet.
Lundberg är ekonom och har tidigare arbetat som kamrer och som lanthandlare. Hon bor i byn Björna i Örnsköldsviks kommun och har två barn.